# (35158) 1993 FL82
1993 FL82 (asteroide 35158) é um asteroide da cintura principal. Possui uma excentricidade de 0.08582300 e uma inclinação de 4.53763º.
Este asteroide foi descoberto no dia 19 de março de 1993 por UESAC em La Silla.